# Lindbergia geniculata
Lindbergia geniculata là một loài Rêu trong họ Leskeaceae. Loài này được (Lazarenko) Ignatova & Ignatov mô tả khoa học đầu tiên..